# Chmiel-Kolonia
Chmiel-Kolonia (prononciation : [ˈxmjɛl kɔˈlɔɲa]) est un village polonais de la gmina de Jabłonna dans le powiat de Lublin de la voïvodie de Lublin dans l'est de la Pologne.
Il se situe à environ 6 kilomètres à l'est de Jabłonna (siège de la gmina) et 19 kilomètres au sud de Lublin (siège du powiat et capitale de la voïvodie).
Le village compte approximativement une population de 240 habitants.

## Histoire
De 1975 à 1998, le village est attaché administrativement à l'ancienne Voïvodie de Lublin.

Depuis 1999, il fait partie de la nouvelle voïvodie de Lublin.